# 詹姆斯·沃德-普劳斯
詹姆斯·迈克尔·爱德华·沃德-普勞斯（英語：James Michael Edward Ward-Prowse，1994年11月1日—）是一位英格蘭職業足球員，場上位置是中場中路或右邊鋒。
他出身自南安普敦青訓營，目前效力英超球隊韋斯咸，也曾代表英格蘭足球代表隊參賽。

## 早期生涯和個人生活
沃德-普勞斯出生在朴茨茅斯。他的父親約翰·沃德-普勞斯是一位大律師。儘管他的家庭是朴茨茅斯的球迷，他卻在八歲時加入了朴茨茅斯的同市勁敵南安普敦的青訓學院。
沃德-普勞斯和他的伴侶奧利維亞有一個兒子叫奧斯卡，於2018年出生。

## 俱樂部生涯
沃德-普勞斯在八歲時加入南安普敦青訓營。在2010-11賽季，他在南安普敦的U18隊表現突出。2011年10月，在沃德-普勞斯16歲時，他首次代表南安普敦成人隊出場。他代表南安普敦一隊出場的第一場比賽是2011-12賽季聯賽盃南安普敦對水晶宮的比賽。沃德-普勞斯在他第二次代表南安普敦一隊出場時打入了自己在一隊的首個進球。這是2011/12球季英格蘭足總盃南安普敦對考文垂的一場比賽，南安普敦憑藉這個進球以2–1戰勝對手，晉級第四輪。2012年5月，隨著南安普敦重返英超，沃德-普勞斯成為四位獲得新職業合同的南安普敦青年隊球員之一（另外三位是斯蒂芬斯、梳爾、張伯斯）。

### 2012–13賽季
沃德-普勞斯新的球衣號碼是16號，並且在2012–13賽季揭幕戰首次代表南安普敦在英超聯賽中出場。他在這場比賽的前65分鐘出場，這場比賽南安普敦最終以3–2不敵衛冕冠軍曼城。賽后主教練尼祖·艾堅斯用「卓越」一詞形容沃德-普勞斯的表現。在對維根競技的比賽替補出場之後，這位17歲小將在他的第三場英超比賽南安普敦對曼聯的比賽中再次首發出場，並且繼續在評論家之間得到好評 。在這一年的11月，沃德-普勞斯在他過18歲之後不久從南安普敦獲得了一份新的五年合同，但也有流言炒作他將在不久的將來離開南安普敦。
2013年2月，沃德-普勞斯曾被短暫外借至英甲球隊考文垂。在三月南安普敦主場對女王公园巡游者的一場比賽中，沃德-普勞斯傳球中後衛吉田麻也，但由於替補門將罗伯特·格林的精彩表現扑出了吉田的射門，女王公园巡游者得以在客場帶走三分。他之後在5月12日英超倒數第二輪南安普敦對桑德兰的比賽中助攻杰森·宾捷安打入扳平比分的一球，為南安普敦奪得重要一分。
儘管沃德-普勞斯在這一賽季為俱樂部出場15次，但許多時候都是作為替補登場。賽季結束後，媒體評論沃德-普勞斯「不滿足只坐在板凳上」。在五月份，他戰勝隊友梳爾和蓋普，獲得了南安普敦賽季獎學金榮譽。

### 2013–14賽季
在2013–14賽季之初，曾短暫有流言稱沃德-普勞斯可能被租借至英冠球隊伯恩茅斯。沃德-普勞斯在本賽季的首場比賽南安普敦對西布朗維奇的比賽中就有出色表現，獲得了主教練毛里西奥·波切蒂諾的青睞。沃德-普勞斯還在之後南安普敦對桑德蘭的比賽中打滿全場，並在第88分鐘時助攻何塞·馮特打入扳平一球。

### 2014–15賽季
在2014年9月20日之前，由於在戰勝斯旺西的比賽中腳部骨折，沃德-普勞斯休戰10週。2015年1月，他和俱樂部簽訂了一份新的為期五年半的合同。4月11日，他在南安普敦2–0戰勝赫爾城的比賽中打入自己在英超的首個進球。在5月2日南安普敦對桑德蘭的比賽中，他得到一張紅牌。

### 2019–20賽季
2020年6月，沃德-普勞斯取代了霍伊別爾擔任南安普敦隊長，最初一直到2019-20賽季結束。2020年8月17日，沃德-普勞斯簽訂了新合約，直到2025年6月。

### 西漢姆聯
2023年8月14日，沃德-普勞斯加盟西漢姆聯，簽訂了一份為期四年的合同，據報導轉會費為3000萬英鎊。
8月20日，他首次亮相，在3-1戰勝切爾西的比賽中貢獻兩次助攻。他將這場比賽描述為“夢想的處子秀”，因為他助攻了纳耶夫·阿奎德的首個進球和米查爾·安東尼奧的第二個進球。在接下來的比賽中，他在8月26日以3-1客場戰勝布萊頓的比賽中攻入了他在俱樂部的第一個進球，也是他在英超聯賽中的第50個進球。

## 國家隊生涯
沃德-普勞斯的國家隊生涯開始於英格蘭U17國家隊。在2010年至2011年，他代表英格蘭U17出場7次。2012年，他進入英格蘭U19國家隊。他共代表英格蘭U19國家隊出場4次。2013年，他代表英格蘭U20國家隊參加了在土耳其舉辦的2013年U20世界盃足球賽。
2013年8月，沃德-普勞斯在他18歲時被召入索斯盖特的英格蘭U21國家隊，參加了2015年歐洲U-21足球錦標賽英格蘭對摩爾多瓦U21國家隊和芬蘭U21國家隊的預選賽。他在第一場比賽中上場64分鐘，對芬蘭的比賽中他打滿全場。在10月15日英格蘭對立陶宛的比賽中，他打入了自己在英格蘭U21的首個進球。這是一個距球迷20碼的任意球。在2014年土倫杯英格蘭對巴西的小組賽中，他打入了一個「絕妙的」任意球。這個進球之後被投票選為本屆賽事最佳進球。沃德-普勞斯也被選為本屆土倫杯最佳球員之一。
2015年4月，霍奇森稱沃德-普勞斯是「希望人選」，並暗示沃德-普勞斯很有希望進入英格蘭一隊。
2020年9月5日，沃德-普勞斯睽違已久再次入選英格蘭足球代表隊名單。
2021年3月25日，沃德-普勞斯在2022年世界盃外圍賽對陣聖馬利諾的比賽踢進了自己的第一個國際進球，幫助英格蘭隊以5-0獲得勝利。

## 风格特色
沃德-普勞斯以出色的任意球技巧和准确性而闻名。他保持南安普顿足球俱乐部在英超的任意球进球记录，且拥有这项赛事中自2003年以来最高的任意球进球转化率，被认为是当今足坛顶级定位球专家之一。他也因其出色的健康水平和耐力而广受赞誉。2021年，他更成为首位连续两个英超赛季打满每一分钟的球员。

## 生涯數據
最後更新：2023年8月4日
| 俱樂部   | 賽季     | 聯賽級別 | 聯賽 | 聯賽 | 足總盃 | 足總盃 | 聯賽盃 | 聯賽盃 | 其他 | 其他 | 總計 | 總計 |
| 俱樂部   | 賽季     | 聯賽級別 | 出場 | 進球 | 出場   | 進球   | 出場   | 進球   | 出場 | 進球 | 出場 | 進球 |
| -------- | -------- | -------- | ---- | ---- | ------ | ------ | ------ | ------ | ---- | ---- | ---- | ---- |
| 南安普敦 | 2011–12  | 英冠     | 0    | 0    | 1      | 1      | 1      | 0      | —    | —    | 2    | 1    |
| 南安普敦 | 2012–13  | 英超     | 15   | 0    | 1      | 0      | 3      | 0      | —    | —    | 19   | 0    |
| 南安普敦 | 2013–14  | 英超     | 34   | 0    | 3      | 0      | 2      | 0      | —    | —    | 39   | 0    |
| 南安普敦 | 2014–15  | 英超     | 25   | 1    | 3      | 0      | 2      | 0      | —    | —    | 30   | 1    |
| 南安普敦 | 2015–16  | 英超     | 33   | 2    | 1      | 0      | 2      | 0      | 3    | 0    | 39   | 2    |
| 南安普敦 | 2016–17  | 英超     | 30   | 4    | 2      | 0      | 5      | 0      | 6    | 0    | 43   | 4    |
| 南安普敦 | 2017–18  | 英超     | 30   | 3    | 2      | 1      | 1      | 0      | —    | —    | 33   | 4    |
| 南安普敦 | 2018–19  | 英超     | 26   | 7    | 2      | 0      | 1      | 0      | —    | —    | 29   | 7    |
| 南安普敦 | 2019–20  | 英超     | 38   | 5    | 3      | 0      | 3      | 0      | —    | —    | 44   | 5    |
| 南安普敦 | 2020–21  | 英超     | 38   | 8    | 5      | 1      | 1      | 0      | —    | —    | 44   | 9    |
| 南安普敦 | 2021–22  | 英超     | 36   | 10   | 4      | 1      | 2      | 0      | —    | —    | 42   | 11   |
| 南安普敦 | 2022–23  | 英超     | 38   | 9    | 2      | 1      | 5      | 1      | —    | —    | 45   | 11   |
| 南安普敦 | 2023–24  | 英冠     | 1    | 0    | 0      | 0      | 0      | 0      | —    | —    | 1    | 0    |
| 生涯總計 | 生涯總計 | 生涯總計 | 344  | 49   | 29     | 5      | 28     | 1      | 9    | 0    | 410  | 55   |

1. 1 2  Appearances in UEFA Europa League

### 國家隊進球
最後更新：2021年10月9日
| #  | 日期       | 比賽場地                           | 對手     | 比分 | 賽果 | 賽事               |
| -- | ---------- | ---------------------------------- | -------- | ---- | ---- | ------------------ |
| 1. | 2021.03.25 | 英格蘭, 倫敦, 溫布利球場           | 圣马力诺 | 1-0  | 5-0  | 2022年世界盃外圍賽 |
| 2. | 2021.10.09 | 安道爾, 老安道爾, 安道爾國家體育場 | 安道尔   | 4-0  | 5-0  | 2022年世界盃外圍賽 |

## 榮譽

### 國家隊
英格兰U21
- 土倫盃國際足球錦標賽冠軍：2016年

### 個人
- 南安普顿球迷年度最佳球員：2020/21賽季[64]

## 外部連結
- Southampton F.C. profile
- 足球数据库：詹姆斯·沃德-普劳斯的球员统计数据
- Soccerway資料庫：詹姆斯·沃德-普劳斯